# 山形県道167号妙見寺西蔵王公園線
山形県道167号妙見寺西蔵王公園線（やまがたけんどう167ごう みょうけんじにしざおうこうえんせん）は、山形県山形市を通る一般県道である。

## 概要
国道286号の山形市東山形交差点から西蔵王公園に至る道路である。仙台から蔵王温泉方面に下道で向かう際の最短ルートとして知られる。一般有料道路の西蔵王有料道路として供用が開始され、その後無料開放された。

### 路線データ
- 路線名：山形県道167号妙見寺西蔵王公園線
- 起点：山形県山形市東山形2丁目(国道286号交点)
- 終点：山形県山形市大字土坂(山形県道53号山形永野線交点)
- 全長：8.0km
- 規格：第3種第3級
- 道路幅員：8.0m
- 車線数：2車線

## 歴史
- 1986年(昭和61年)8月1日 - 西蔵王有料道路が供用開始される。
- 1993年(平成5年)5月11日 - 建設省から一部が山形永野線に指定変更される[1]。
- 1997年(平成9年)12月1日 - 無料開放され、山形県道路公社から山形県に管理を移管する[2]。

## 路線状況

### 通称
- 西蔵王高原ライン - 山形県道53号山形永野線とともに西蔵王有料道路時代からの愛称である。

## 地理

### 交差する道路
- 国道286号(起点)
- 山形県道53号山形永野線(終点)

### 沿線・周辺施設など
- 山形自動車道山形蔵王IC
- 妙見堂
- 土坂公民館
- 西蔵王公園
- 山形市野草園